# Кыртымья
Кырты́мья — река в России, протекает по Свердловской области. Устье реки находится в 470 км по правому берегу реки Тавда. Длина реки составляет 69 км.

## Притоки
- 5,4 км: Усть-Горная
- 17 км: Палька
- Колымья

Система водного объекта: Тавда → Тобол → Иртыш → Обь → Карское море.

## Данные водного реестра
По данным государственного водного реестра России относится к Иртышскому бассейновому округу, водохозяйственный участок реки — Тавда от истока и до устья, без реки Сосьва от истока до водомерного поста у деревни Морозково, речной подбассейн реки — Тобол. Речной бассейн реки — Иртыш.
Код объекта в государственном водном реестре — 14010502512111200012670.